# Biró Gábor (fizikatörténész)
Biró (Goitein) Gábor (Budapest, 1925. szeptember 26. – Budapest, 2007. március 8.) professzor, fizikus, tudománytörténész, műegyetemi tanár.

## Életpálya
Goitein Szigfrid gyárigazgató és Bíró Ilona fia. 1950-ben az Eötvös Loránd Tudományegyetemen (ELTE) szerzett matematika-fizika szakos tanári diplomát. 1957-ben az ELTE-n filozófiából diplomázott. 1959-ben Budapesti Műszaki és Gazdaságtudományi Egyetem (BME) (akkor ÉKMüE) Kísérleti Fizikai Tanszékén tanársegéd. Kandidátusi disszertációját: Fenomenológia és modell alkotás szerepe a fizikai kutatás történetében címmel 1969-ben védte meg. Több évtizeden keresztül közlekedésmérnök-hallgatóknak kvantummechanikát, relativitáselméletet, magfizikát tanított.  M. Zemplén Jolán professzornő - akivel együtt több fizikatörténeti kutatást végzett - halála után 1975-től 1988-ig tanszékvezető. 1978-1987 között a BME egyik rektorhelyettese. 1981-től egyetemi tanár. 1996-tól a Gábor Dénes Főiskolán az Alaptudományi Tanszék vezetője volt, emellett az LSI Informatikai Oktatóközpontban a tudományos főigazgató-helyettesi posztot is betöltötte.

## Kutatási területei
- A klasszikus fizika kutatás-módszertani kérdéseit, kiteljesedését és túlhaladását vizsgálta. Fényes Imre fizikust tekintette tanítómesterének.
- A Műegyetemen M. Zemplén Jolánnal együtt hozta létre az MTA Tudomány és technikatörténeti tanszéki kutatócsoportját, valamint az MTA Tudomány- és technikatörténeti komplex bizottságát. Részt vett a MTESZ Tudomány- és technikatörténeti bizottsága munkájában is.
- A Nemzetközi Tudománytörténeti Unió (IUHPS) számos kongresszusán szerepelt előadásaival. 1965 és 1989 között, a szervezet magyar nemzeti bizottságának titkára volt.
- A Műegyetemen tanszékvezetése idején indultak el a kvantumoptikai kutatások.

## Írásai
A matematika-, fizika- és kémiatanítás világnézeti kérdései. 1-2. Bp., 1966. Országos Pedagógiai Intézet.
Fizika 1-2. Válogatott fejezetek a fizikából. Társszerzőkkel. Bp., 1967. Tankönyvkiadó. (Több kiadásban is megjelent.)
Tudományelmélet, tudománytörténet, szaktudomány. Társszerzővel. Bp., 1973. MTESZ.
Válogatott fejezetek a modern fizikából. Társszerzőkkel. Bp., Tankönyvkiadó. 1973. (Több kiadásban is megjelent.)
Hallgatói segédlet a Fizika II. című tárgyhoz. Bp., 2003. Gábor Dénes Főiskola.
A Fizikai Szemlében számos fizikatörténeti cikke, recenziója jelent meg.

## Szakmai sikerek
- Szakmai érvelésekkel elérte, hogy a BME-n létrejöjjön a Természet- és Társadalomtudományi Kar.
- Számos nemzetközi szervezet magyar nemzeti bizottságának volt tagja.
- 1995-ben a Magyar Köztársasági Érdemrend kiskeresztjével tüntették ki.